# Micropsitta meeki
El microloro de Meek (Micropsitta meeki) es una especie de ave psitaciforme de la familia Psittaculidae endémica de las islas Bismarck occidentales, pertenecientes a Papúa Nueva Guinea.

## Taxonomía y etimología
Esta especie es una de las siete aves que conmemoran al naturalista inglés Albert Stewart Meek que se dedicó a recolectar muchas aves e insectos hasta entonces desconocidos de Australia, Papúa Nueva Guinea y la región del Pacífico. Muchas de las cuales están en el Museo de Historia Natural de Londres.
Se reconocen dos subespecies:
- M. m. meeki Rothschild y Hartert, 1914, presente en las islas del Almirantazgo;[5]
- M. m. proxima Rothschild y Hartert, 1924, presente en las islas San Matías.[5]

## Descripción
El microloro de Meek mide alrededor de 10 cm de largo. Tiene la cola corta y rígida. El microloro de Meek tiene la cabeza pardo grisácea manchada con motas pardas oscuras. Tiene el cuello, la garganta y el pecho amarillo que se va difuminando en las partes inferiores. En M. m. meeki, el amarillo se extiende hasta las coberteras auriculares mientras que en M. m. proxima además se prolonga en una lista por encima de los ojos. En esta última subespecie la cara es más clara. El resto de su plumaje es verde, algo más oscuro en la espalda y alas y más claro en el vientre. Su pico y sus patas con largos dedos son pardos.

## Distribución
El microloro de Meek se encuentra únicamente en los dos subarchipiélagos más occidentales de las islas Bismarck: las islas del Almirantazgo y las islas San Matías, al norte de Papúa Nueva Guinea. Las poblaciones de las islas Manus y Lou parecen ser estables por lo que se clasifica como especie bajo preocupación menor en la lista roja de la UICN.

## Comportamiento
El microloro de Meek no ha sido muy estudiado. Pasan todo el día trepando por las ramas de los árboles ayudándose de su pico, grandes garras y cola rígida que usa como apoyo. Se cree que su dieta se compone de insectos, hongos, líqueness y musgo. No se ha conseguido mantenerlos en cautividad, a pesar de los intentos. Puede ser debido al estrés que sufren o que no se les ha sabido proporcionar la dieta adecuada.